# Los Angeles Rams 1969
La stagione 1967 dei Los Angeles Rams è stata la 30ª della franchigia nella National Football League e la 22ª a Los Angeles Sotto la direzione del capo-allenatore al terzo anno George Allen la squadra terminò con un record di 11-3, vincendo la propria division. La squadra aprì la stagione con un record di franchigia di 11 vittorie, prima di perdere tutte le ultime 4 gare, inclusa la sfida di playoff contro i Vikings. Roman Gabriel passò 24 touchdown e subì sotto 7 intercetti, venendo premiato come MVP della NFL. I Rams non avrebbero più iniziato una stagione vincendo le prime 8 gare per quasi cinquant'anni, quando vi riuscirono nel 2018.

## Roster
| Roster dei Los Angeles Rams nel 1969 |
| --- |
| Quarterback - 18 Roman Gabriel - 10 Karl Sweetan Running Back - 33 Willie Ellison - 34 Les Josephson - 20 Tommy Mason - 36 Larry Smith Wide Receiver - 84 Jack Snow - 14 Wendell Tucker Tight End - 88 Pat Curran - 80 Bob Klein - 87 Billy Truax Offensive Linemen - 76 Bob Brown T - 51 George Burman C - 73 Charlie Cowan T - 50 Ken Iman C - 70 Mitch Johnson T - 64 Mike LaHood G - 65 Tom Mack G - 56 Frank Marchlewski C - 71 Joe Scibelli G Defensive Linemen - 79 Coy Bacon DE - 78 Roger Brown DT - 75 Deacon Jones DE - 85 Lamar Lundy DE - 74 Merlin Olsen DT - 72 Diron Talbert DT Linebacker - 55 Maxie Baughan - 32 Jack Pardee - 52 John Pergine - 66 Myron Pottios - 53 Jim Purnell - 57 Doug Woodlief Defensive Back - 46 Willie Daniel - 23 Alvin Haymond CB - 21 Eddie Meador FS - 19 Jim Nettles CB - 17 Richie Petitbon SS - 41 Ron Smith - 24 Clancy Williams CB Special Team - 30 Bruce Gossett K - 28 Pat Studstill P                                           |
| Legenda - I rookie sono in corsivo. - Il primo ruolo è il principale mentre gli eventuali successivi indicano i ruoli secondari. - (IR) sta per Injured Reserve ed indica la lista ristretta per un solo giocatore infortunato che può tornare ad allenarsi dopo la settimana 6 e a rientrare in prima squadra dopo che questa ha giocato 8 partite. - (NF-Inj.) / (NF-Ill.) stanno rispettivamente per Non-Football Injured e Non-Football Illness ed indicano le liste dove viene inserito un giocatore che ha un infortunio o una malattia non dipendente dal football americano. - (PUP) sta per Physically Unable to Perform ed indica la lista dove viene inserito un giocatore mentre è in attesa di recuperare la condizione fisica. Nella stagione regolare dopo la sesta partita giocata dalla propria squadra, il giocatore ha tempo tre settimane per riprendere ad allenarsi, più tre settimane aggiuntive dal suo rientro agli allenamenti per rientrare in prima squadra. |

## Calendario
| Stagione regolare |                        |           |
| Turno             | Avversario             | Risultato |
| 1                 | at Baltimore Colts     | V 27–20   |
| 2                 | Atlanta Falcons        | V 17–7    |
| 3                 | New Orleans Saints     | V 36–17   |
| 4                 | at San Francisco 49ers | V 27–21   |
| 5                 | Green Bay Packers      | V 34–21   |
| 6                 | at Chicago Bears       | V 9–7     |
| 7                 | at Atlanta Falcons     | V 38–6    |
| 8                 | San Francisco 49ers    | V 41–30   |
| 9                 | at Philadelphia Eagles | V 23–17   |
| 10                | Dallas Cowboys         | V 24–23   |
| 11                | at Washington Redskins | V 24–13   |
| 12                | Minnesota Vikings      | S 13–20   |
| 13                | at Detroit Lions       | S 0–28    |
| 14                | Baltimore Colts        | S 7–13    |

## Classifiche
| NFL Western Coastal |    |   |   |      |     |       |     |     |     |
|                     | V  | S | P | %    | DIV | CONF  | PF  | PS  | STR |
| Los Angeles Rams    | 11 | 3 | 0 | .786 | 5–1 | 7–3   | 320 | 243 | S3  |
| Baltimore Colts     | 8  | 5 | 1 | .615 | 3–3 | 5–4–1 | 279 | 268 | V1  |
| Atlanta Falcons     | 6  | 8 | 0 | .429 | 2–4 | 4–6   | 276 | 268 | V3  |
| San Francisco 49ers | 4  | 8 | 2 | .333 | 2–4 | 3–7   | 277 | 319 | V1  |

Nota: I pareggi non venivano conteggiati ai fini della classifica fino al 1972.

## Premi
- Roman Gabriel:

MVP della NFL